# 小行星6118
小行星6118（6118 Mayuboshi）是一颗围绕太阳公转的小行星。1986年8月31日，亨利·德波鸿诺在拉西拉天文台发现了此天体。
这颗小行星的绝对星等为162.6088866794466等。